# Catwoman (jeu vidéo, 1999)
Catwoman est un jeu vidéo de plates-formes développé et édité par Kemco, sorti en 1999 sur Game Boy Color.

## Accueil
- IGN : 3/10[1]